# Rhamphomyia formosula
Rhamphomyia formosula är en tvåvingeart som beskrevs av Axel Leonard Melander 1965. Rhamphomyia formosula ingår i släktet Rhamphomyia och familjen dansflugor. Inga underarter finns listade i Catalogue of Life.